# Caralluma darfurensis
Caralluma darfurensis là một loài thực vật có hoa trong họ La bố ma. Loài này được Plowes mô tả khoa học đầu tiên năm 2007.